# S prázdnou kapsou kolem světa

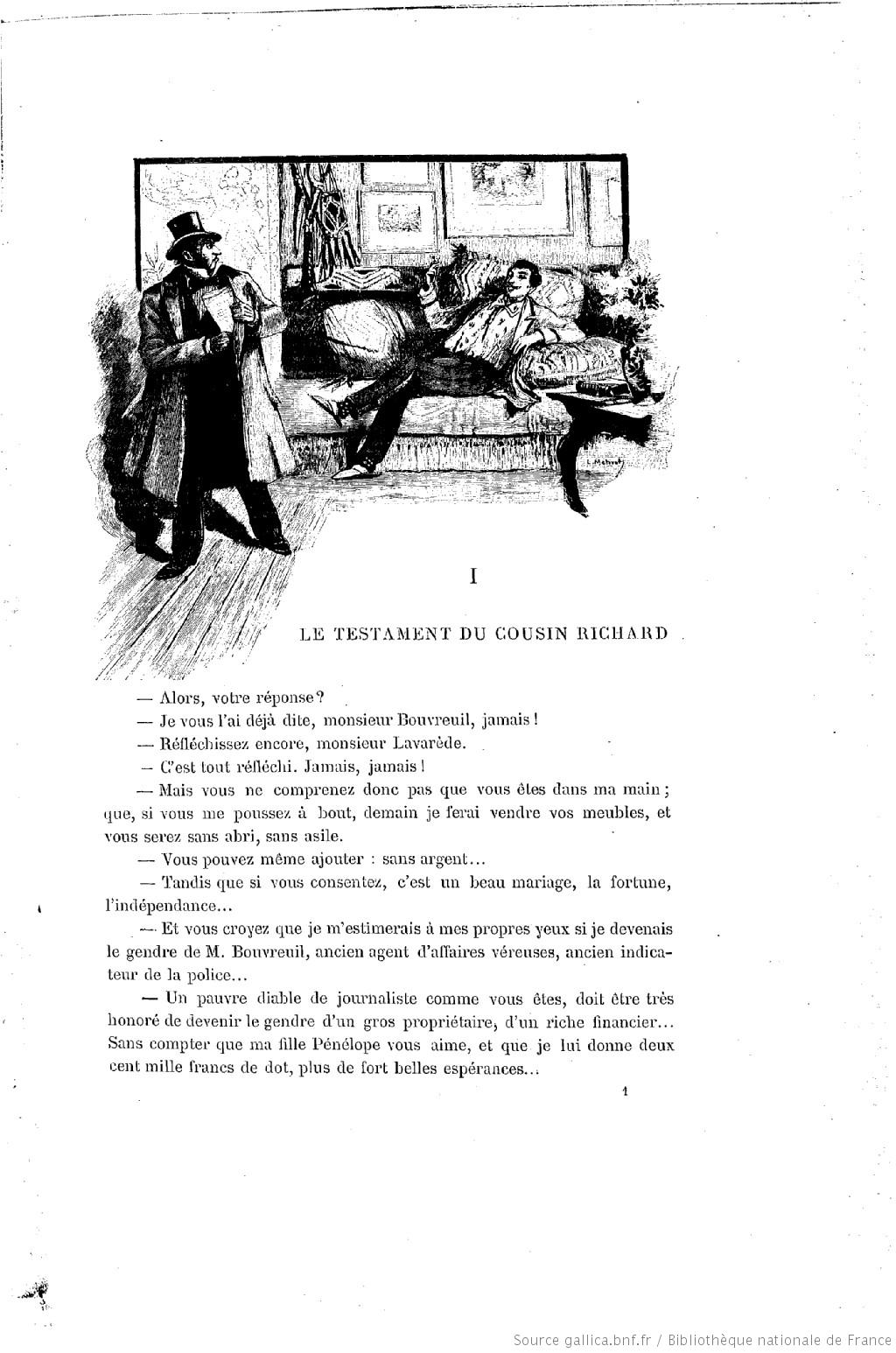
První stránka prvního vydání románu z roku 1894

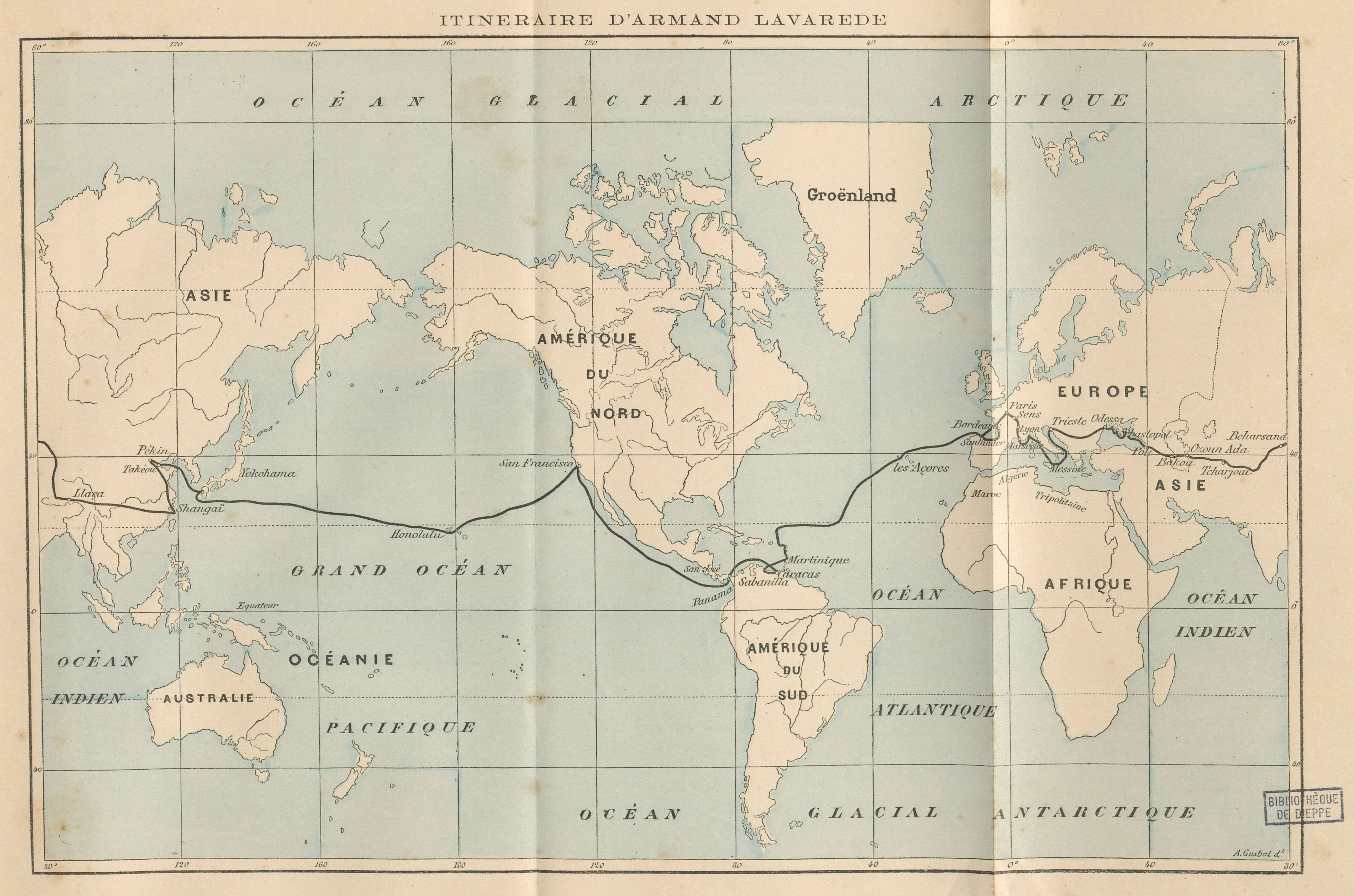
Mapa Lavarèdovy cesty kolem světa

S prázdnou kapsou kolem světa je název českého vydání dobrodružného románu Les cinq sous de Lavarède (1894, Pět sous Lavarèdových), který společně napsali francouzští spisovatelě Paul d'Ivoi a Henri Chabrillat.
Paul d'Ivoi vydal toto dílo ve svých osmatřiceti letech jako svůj první román. Ten měl však takový úspěch, že Paul d'Ivoi ve psaní podobných knih pokračoval a soustředil je do cyklu Les Voyages excentriques (Podivné cesty), pojmenovaný po vzoru Vernových Les Voyages extraordinaires (Podivuhodné cesty).

## Obsah románu
Pařížský novinář Armand Lavarède se musí roku 1911 vydat bez peněz (tedy s prázdnou kapsou) na cestu kolem světa, aby splnil podmínku závěti svého bratrance Jeana Richarda a získal tak čtyři milióny franků. Tato podmínka zní: „Můj bratranec Armand Lavarède se však stane zákonným a univerzálním dědicem pod jednou podmínkou: že odcestuje z Paříže a uskuteční s pěti sous v kapse – cestu kolem světa! Víc peněz mít nesmí. Jen tak se snad naučí šetrnosti, pozná cenu peněz a zděděný majetek nepromarní. Cestu kolem světa musí ukončit do jednoho roku. Je samozřejmé, že můj bratranec musí být při této cestě kontrolován. Jako průvodce mu proto ustavuji muže, který bude mít na svém přísném dozorčím poslání mimořádný osobní zájem. Můj soused z Baslett-Castlu, sir Murlyton, se stane místo Armanda Lavarèda jediným dědicem ve chvíli, kdy můj bratranec poruší nebo nesplní předepsané podmínky“.
Murlyton doprovází Lavarèda se svou dcerou Aurettou a mezi oběma mladými lidmi vzniká citové pouto. To se nelíbí finančníkovi jménem Bouvreuil, který chce využít Lavarèdových dluhů a oženit jej se svou dcerou Penelopou, takže se neustále snaží jeho cestu překazit.
Lavarède začne svou cestu vlakem do Bordeaux v bedně, aby nemusel platit jízdné. Poté nastoupí na loď do Panamy, když se vydává za Bouvreuila, kterého se mu podaří uvěznit ve své bedně. Bouvreuil se na loď dostane až v Santanderu, ale nikdo mu nevěří, že je to on. Na Martiniku Lavarède loď opustí, aby Bouvreuil mohl zase získat svou pravou identitu. Se všemi se setká v panamském Colónu, kam se dostane jako zaměstnanec jednoho svého starého přítele.
Z Panamy se cestovatelé vydají po souši do Kalifornie. V Kostarice se ale všichni zapletou do místního povstání, Lavarède je těžce zraněn mačetou a zápasí se smrtí. Všichni se vrátí do Colónu a zde se nalodí na loď do San Franciska. Lavarède se uzdraví a aby sehnal peníze na plavbu přes Tichý oceán, domluví se s tajnou čínskou zločineckou organizací Bílý lotos, že ukradne mrtvolu zrádce této organizace a hodí ji do moře (pro Číňana je to velký trest, protože nebude pohřben ve své rodné zemi). Díky tomu se mu pak podaří přeplout oceán do Číny v nebožtíkově prázdné rakvi, zatímco ostatní musí za cestu zaplatit.
V Číně je za ukradení mrtvoly obviněn ze svatokrádeže a znesvěcení a odsouzen k smrti. Podaří se mu však o ostatními uprchnout v baloně. Dostanou se do Tibetu, kde začnou Lavarèda díky tomu, že sestoupil z nebe, uctívat jako boha, a brání mu v odchodu. Všem se opět podaří v balonu uprchnout. Přes Himálaj a Ťan-šan se dostanou do Tádžikistánu poblíž řeky Vachš, kde balon ztroskotá a shoří. S pomocí ruských lovců se dostanou na Amudarju a po ní pak do Čardžou. Odtud se pak vlakem a přes Kaspické moře lodí dostanou do Baku.
Zde Lavarède využije toho, že se naň hodí popis defraudanta, kterého hledá rakousko-uherská policie za to, že v Terstu zpronevěřil dvě stě tisíc zlatých a nechá se na její útraty do Terstu odvést. Bouvreuila zatknou s ním jako spolupachatele, protože u něho policisté najdou padesát tisíc zlatých a považují to za část lupu.
Když se v Terstu vše vysvětlí, podaří se všem odjet z města ponorkou, kterou její majitel koupil od francouzského vynálezce a nyní jí chce prodat Italům, čemuž se Lavarède jako vlastenec rozhodne zabránit. Ponorka však poblíž Messiny ztroskotá a všichni kromě Lavarèda jsou zadrženi italskou válečnou lodí. Lavarède se totiž obleče do potápěčského skafandru a schová se pod hladinou. Doplave do Messiny, zde se nechá najmout jako topič na loď do Marseille a pak jako topič vlaku do Lyonu.
Z Lyonu se musí vydat do Paříže pěšky. Čas se mu však krátí. Když nastane poslední den, ve kterém se musí dostat k notáři, zbývá mu do Paříže sto třicet kilometrů, což nemůže stihnout. Potká však Penelopu, která mu půjčí otcovo kolo. Připlete se do cyklistického závodu a je oslavován jako šampión. Vše stihne, ale zjistí, že notář během roku, kdy byl na cestách, veškeré jeho dědictví zpronevěřil. Požádá ale Aurettu o ruku, což dívka přijme. A sir Murlyton si vypořádá účty s Bouvreuilem tím, že ho praští pěstí do brady.

## Filmové adaptace
- Les cinq sous de Lavarède (1913), francouzský němý film, režie Henri Andérani.
- Les cinq sous de Lavarède (1927), francouzský němý film, režie Maurice Champreux.
- Les cinq sous de Lavarède (1939), francouzský film, režie Maurice Cammage, v hlavní roli Fernandel.

## Česká vydání
- S prázdnu kapsou kolem světa, Albatros, Praha 1973, přeložil Václav Cibula.